# Geraint Evans
Sir Geraint Llewellyn Evans CBE (Cilfynydd (Gal·les, Regne Unit), 16 de febrer, 1922 - Aberystwyth (Gal·les, Regne Unit), 19 de setembre, 1992) va ser un baríton-baix gal·lès conegut pels seus papers operístics, com ara Figaro a Le nozze di Figaro, Papageno a La flauta màgica i el paper principal a Wozzeck. Evans va ser especialment aclamat per les seves interpretacions en el paper principal de Falstaff de Verdi. Va cantar més de 70 papers diferents en una carrera que va durar des de la seva primera aparició al Covent Garden el 1948 fins al seu comiat allà el 1984.

## Joventut
Evans va néixer a Cilfynydd, fill únic de William John Evans (1899–1978), un miner de carbó, i la seva dona, Charlotte May, de soltera Thomas (1901–1923). La seva família parlava gal·lès, i Evans parlava gal·lès abans d'aprendre anglès.[1]
En deixar l'escola, als 14 anys, va treballar com a aparadorista per a la botiga High Class Ladies' Wear de Pontypridd.[2] Va rebre classes de cant a Cardiff amb Idloes Owen, que més tard va fundar l'Òpera Nacional Gal·lesa, i va cantar amb un cor metodista local i la societat dramàtica amateur local. En esclatar la Segona Guerra Mundial, es va presentar voluntari a la Royal Air Force; va rebre formació com a mecànic de ràdio, però també va participar en espectacles militars.[1]
Després de la guerra, va treballar per a la British Forces Radio Network a Hamburg, on va cantar amb el cor de la ràdio i va rebre classes del baríton Theo Herrmann. Després va estudiar amb Fernando Carpi a Ginebra i a la Guildhall School of Music and Drama de Londres, primer, durant un curt període, amb Walther Gruner i després amb Walter Hyde.[3][4]

## Rols
Durant una carrera que va durar des de la seva primera aparició al Covent Garden el gener de 1948 fins al seu comiat a la mateixa casa el juny de 1984, Evans va interpretar més de 70 papers. Va debutar operísticament com a vigilant nocturn a Die Meistersinger a la Royal Opera House el 1948 i hi va actuar com a Fígaro a Les noces de Fígaro de Mozart el 1949, un paper que va cantar més de 500 vegades durant la seva carrera internacional. Va ser com a Fígaro que va debutar a La Scala de Milà el 1960, sent el primer cantant britànic a aparèixer-hi des de la guerra.
El seu debut a la Staatsoper de Viena com a substitut d'última hora va impressionar Herbert von Karajan, que li va oferir un contracte amb la companyia, però Evans va declinar, creient que el seu lloc era al Covent Garden, que sempre va considerar com la seva llar operística; malgrat l'èxit internacional, sempre es va anomenar a si mateix "el noi de Sir David [Webster]".
Al Glyndebourne Festival Opera del 1957, va interpretar per primera vegada el paper amb què es va associar internacionalment: el paper principal de Falstaff de Verdi, que més tard va interpretar en teatres d'òpera d'arreu del món, com ara Covent Garden (1961, dirigida i dissenyada per Franco Zeffirelli), la Staatsoper de Viena i la Metropolitan Opera (1964 en una altra producció de Zeffirelli). Altres papers en què va ser celebrat van ser Beckmesser a Die Meistersinger, Figaro, Don Pizarro a Fidelio, el paper principal a Don Pasquale, Dulcamara a L'elisir d'amore i Leporello a Don Giovanni. Va ser un actor destacat tant en papers còmics com tràgics com ara Wozzeck.
El repertori d'Evans era en la gamma del baix-baríton com ara Don Pizarro, i a Mozart va triar els papers més baixos: Leporello en lloc de Don Giovanni, Figaro en lloc del Comte. Els papers més alts en el registre de baríton no li eren còmodes: mai va interpretar Iago a Otello i el seu únic intent del paper principal a Rigoletto, al Covent Garden el 1964, va acabar en desastre quan la seva veu va fallar la primera nit, ocasió en la qual va prendre la inusual mesura de demanar disculpes al públic al teló final.
Evans va aparèixer a les estrenes de moltes òperes britàniques modernes, com ara Pilgrim's Progress (1951) de Ralph Vaughan Williams; Billy Budd (1951) i Gloriana (1953) de Britten; Troilus and Cressida (1954) de Walton; i The Beach of Falesá (1974) i Murder the Magician (1976) de Hoddinott. A Billy Budd, Britten va escriure gran part de la part principal pensant en Evans, però el cantant, després de preparar el paper, va descobrir que li semblava incòmodament elevat i va optar pel paper menor del Sr. Flint, el Mestre de Vela. Més tard en la seva carrera, Evans va canviar al paper de baix del malvat John Claggart, Mestre d'Armes.

## Enregistraments i televisió
Els enregistraments d'estudi de Geraint Evans inclouen Falstaff (dirigit per Georg Solti); Figaro de Mozart (tant per a Otto Klemperer com per a Daniel Barenboim); Guglielmo a Così fan tutte (Klemperer); Ned Keene a Peter Grimes (dirigit pel compositor); Beckmesser a Die Meistersinger (dirigit per Herbert von Karajan); Dulcamara a L'elisir d'amore (dirigit per John Pritchard); Wozzeck (dirigit per Karl Böhm).
Evans va ser una dels millors cantants reunits per Walter Legge per a l'enregistrament de Klemperer de la Passió segons sant Mateu de J. S. Bach el 1961. Evans també va enregistrar tres papers de Gilbert i Sullivan per a EMI dirigits per Sir Malcolm Sargent: Ko-Ko a The Mikado (1957), el Duc de Plaza Toro a The Gondoliers (1957) i Jack Point a The Yeomen of the Guard (1958). Una interpretació de Don Giovanni dirigida per Solti amb Cesare Siepi com a Giovanni i Evans com a Leporello, enregistrada al Covent Garden el 1962, es va publicar en CD el 2006 amb el propi segell de la Royal Opera House. Els lieder no van tenir un paper destacat en el repertori d'Evans, però va gravar cançons de Des Knaben Wunderhorn de Gustav Mahler amb la jove Janet Baker el 1966.
Entre 1968 i 1981, Evans va impartir una sèrie de classes magistrals televisades per a la BBC en què va ensenyar a joves cantants professionals obres operístiques clau, com ara Les noces de Fígaro, Falstaff, Don Giovanni, La flauta màgica, La bohème, Peter Grimes, I Pagliacci i Così fan Tutte.

## Videografia
- Glyndebourne Festival Opera: a Gala Evening (1992), Arthaus Musik DVD, 100–432, 2004

## Reputació, honors i jubilació
- Peter Ustinov, que va dirigir Evans en òpera, va escriure sobre ell:

| « | "Les seves grans qualitats són un comentari permanent sobre tot allò que fa que l'òpera sigui atractiva, i finalment impossible, per a algú format en teatre. Amb la seva fina cara del segle XVIII, que s'assembla a molts dels retrats d'actors del club Garrick, ulls foscos, nas bulbós i galtes grassonetes, una mica petit, ple d'invenció, ferotgement enèrgic, servicial, cobdiciós, comprensiu i sense escrúpols, sap des del principi què pretén fer, generalment perquè ja ho ha fet amb èxit, i els assajos els dedica a aconseguir el que vol executant tota la gamma de tècniques, des de l'encant fins a la fanfarroneria i viceversa." | » |

El crític Peter Conrad va comentar la "intel·ligència fisiognòmica d'Evans... Les seves caracteritzacions es van construir des de zero: el seu Claggart a Billy Budd feia picada; el seu Wozzeck caminava pesadament; el seu Beckmesser s'escapava com un escarabat oficiós; el seu Falstaff caminava com un colom."
Evans va ser nomenat cavaller el 1969. Altres honors que se li van atorgar van ser: membre de la Guildhall School of Music (1960); Premi en memòria Sir Charles Santley (1963); Doctor honorífic en música, Universitat de Gal·les, (1965); Premi Internacional Harriet Cohen (1967); RAM honorífic (1969); Doctor honorífic en música, Universitat de Leicester (1969); membre de l'University College, Cardiff (1976); membre del Royal Northern College of Music (1978); membre honorari del Jesus College, Oxford; Medalla de l'Òpera de San Francisco (1980); Medalla Fidelio (1980); membre del Royal College of Music (1981); membre de la Royal Society of Arts (1984); Freeman, Ciutat de Londres (1984); Medalla de la Society of Cymmrodorion, 1984; Doctor honorífic en música de la Universitat d'Oxford (1985); Ordre de Sant Joan (1986); membre del Trinity College, Londres (1987); Membre de la University College, Swansea (1990).
Després de la seva retirada dels escenaris operístics el 1984 (les seves actuacions de comiat van ser com a Dulcamara), va continuar treballant com a director d'escena operística. Va tenir més demanda a l'estranger que al seu país en aquesta qualitat i va dirigir Peter Grimes, Billy Budd, Falstaff, Le noces de Fígaro i Don Pasquale als Estats Units. El 1984, Evans va publicar les seves memòries, A Knight at the Opera, escrites en col·laboració amb Noël Goodwin. L'any següent es va publicar una edició de butxaca.
L'última aparició pública d'Evans va ser el juliol de 1992 (només dos mesos abans de la seva mort) a la gala per commemorar el tancament de l'antic teatre de l'òpera de Glyndebourne, juntament amb Janet Baker, Montserrat Caballé, Cynthia Haymon, Felicity Lott, Ruggero Raimondi, Elisabeth Söderström i Frederica von Stade.
Evans va morir a l'Hospital Bronglais, Aberystwyth, als 70 anys. Més de 1.700 familiars, amics i admiradors van assistir a un servei commemoratiu a l'Abadia de Westminster. L'orquestra i el cor de la Royal Opera House van ser dirigits per Bernard Haitink, Sir Georg Solti, Sir Colin Davis i Sir Edward Downes. Es van cantar himnes en gal·lès i Donald Sinden i Stuart Burrows van llegir lliçons. Entre els congregats hi havia Joan Sutherland, Peter Brook i representants de l'Òpera Nacional Gal·lesa i del club de rugbi gal·lès de Londres.